# 쿨라 다이아몬드
쿨라 다이아몬드(Kula Diamond)는 SNK에서 제작한 더 킹 오브 파이터즈 시리즈에서 나오는 캐릭터로, 네스츠를 탈출한 K'에 대항하기 위해 만들어진 또 하나의 클론이다. 담당 성우는 카카즈 유미이다.  
안티 K'라는 명분으로 불에 반하는 얼음의 힘을 다룰 줄 안다.
2000에서 부보스격으로 난입하는 인물로, K'와 기술이 흡사한 부분이 적지 않다.
K'와는 어릴 때의 소꿉친구이고 네스츠에 개조되는 동안 친구는 캔디 다이아몬드밖에 남아있지 않다.
2001에서 폭시를 잃은 뒤 다이아나와 함께 지내며, XI에서 이카리팀에 복귀한 무치코(윕, 위프-whip)을 대신하여 K'와 함께 킹오브 XI부터 출전을 한다. 쿨라 다이아몬드 에게도 클론이있다 킹오브파이터 2002UM에서 주인공 네임리스의 첫사랑이자 나중에 그의 커스텀 글러브 재료에 사용된 비운의 여자 "이졸데"가 바로 그 인물이다.